# Brasão de armas dos Países Baixos
O brasão de armas dos Países Baixos (em neerlandês:  Wapen van het Koninkrijk der Nederlanden) é um dos símbolos oficiais do monarca e do governo neerlandês. É, junto com a bandeira, o hino, o lema e o sinete, um dos cinco símbolos oficiais dos Países Baixos.
Foi introduzido pela primeira vez em 1815, durante o início do reinado de Guilherme I, rei do Reino Unido dos Países Baixos, tendo sido ligeiramente alterado no início do século XX e no início da década de 1980.

## História

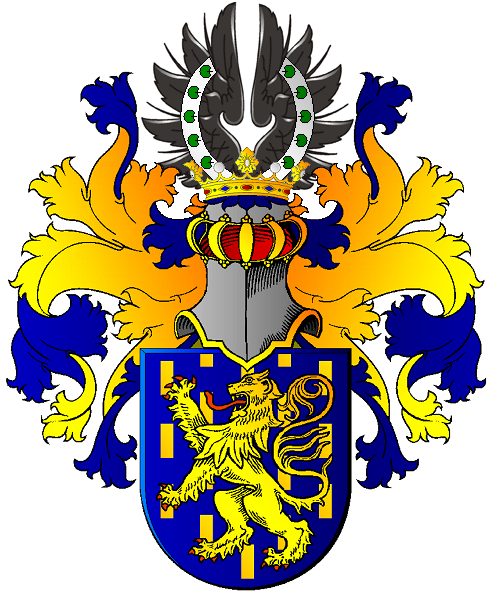
Brasão da Casa de Nassau

A origem do brasão de armas dos Países Baixos remonta ao ano de 1815, quando foi criado o Reino Unido dos Países Baixos. Foi adotado por um decreto real em 24 de agosto do mesmo ano, depois que o rei Guilherme I uniu o antigo brasão da Casa de Nassau com o brasão da República das Sete Províncias Unidas dos Países Baixos.
Os elementos do brasão foram regulamentados pela rainha Guilhermina em um decreto real em 10 de julho de 1907, tendo sido afirmados pela rainha Juliana no decreto real de 23 de abril de 1980.
A frase em francês, presente no brasão, teve sua origem na união de dois grandes títulos neerlandeses, quando o conde Guilherme de Nassau, herdou o principado de Orange do seu primo, Renato de Châlon, prometendo manter a grandeza dessa Casa Real.

## Concepção
A primeira versão do brasão dos Países Baixos foi concebida no ano de 1815 a pedido de Guilherme I, rei do Reino Unido dos Países Baixos, e é de autoria do desenhista neerlandês Antonie Frederik Zurcher (1787-1872), que trabahou para o Conselho Supremo da Nobreza Real Neerlandesa.

## Descrição heráldica
Na posição central, um leão dourado, coroado, lampassado e segurando sete flechas de prata com ponta de ouro e uma espada de prata com punho de ouro, sobre um fundo azure.
É um escudo, redondo, coroado pela coroa real de ouro do monarca do país. Está emoldurado com um manto da família real neerlandesa e traz como suportes um par de leões rampantes de ouro. Abaixo desses leões consta no listel a frase em francês: «Je Maintiendrai», que significa Eu Manterei.

## Simbologia
- A espada simboliza o poder.
- As flechas representam as sete províncias holandesas que revoltaram-se contra o Reino da Espanha em 1568.[7]
- Os leões simbolizam a força.
- A coroa e o manto representam a dignidade real da Casa de Orange-Nassau.[7]

## Uso

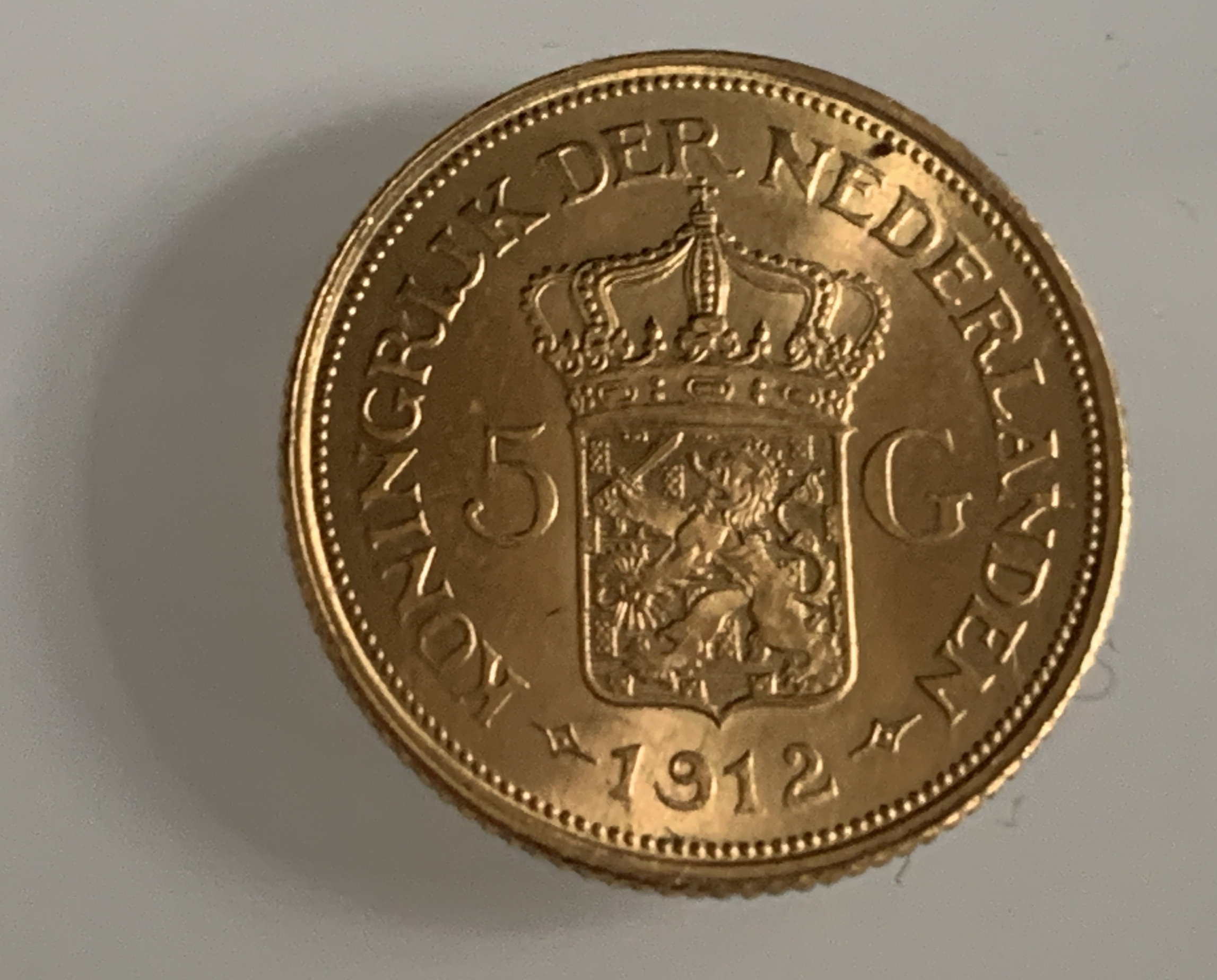
Brasão pequeno no anverso da moeda de 5 florins de 1912

O brasão de armas dos Países Baixos possui três versões:
1. O koninklijk wapen (= brasão real), o brasão completo é usado apenas como um símbolo pelo Rei dos Países Baixos.[6]
2. O rijkswapen (= brasão médio), é uma versão menor do brasão sem o manto erminho e o dossel. O governo dos Países Baixos e instituições associadas usam esta versão. O brasão médio está também presente no passaporte dos Países Baixos.
3. O kleine rijkswapen (= brasão pequeno), consiste apenas no escudo com a coroa real. Esta versão é usada, por exemplo, quando há espaço limitado em cartas ou em moedas de florim neerlandesas.

## Brasões históricos

Brasão de armas da República das Sete Províncias Unidas dos Países Baixos (1581–1665)
Brasão de armas da República das Sete Províncias Unidas dos Países Baixos (1665–1795)
Brasão de armas do Reino da Holanda (1806–1810)
Brasão do Soberano Principado dos Países Baixos Unidos (1813-1815)
Brasão do Reino Unido dos Países Baixos (1815-1907)